# Auguste Clergé
Auguste Joseph Clergé, né à Troyes le 20 janvier 1891 et mort à Paris le 2 septembre 1963, est un peintre, lithographe, illustrateur, décorateur de théâtre, acteur de théâtre, trapéziste, clown, fresquiste et graveur français.

## Biographie

### De l'enfance à la Première Guerre mondiale

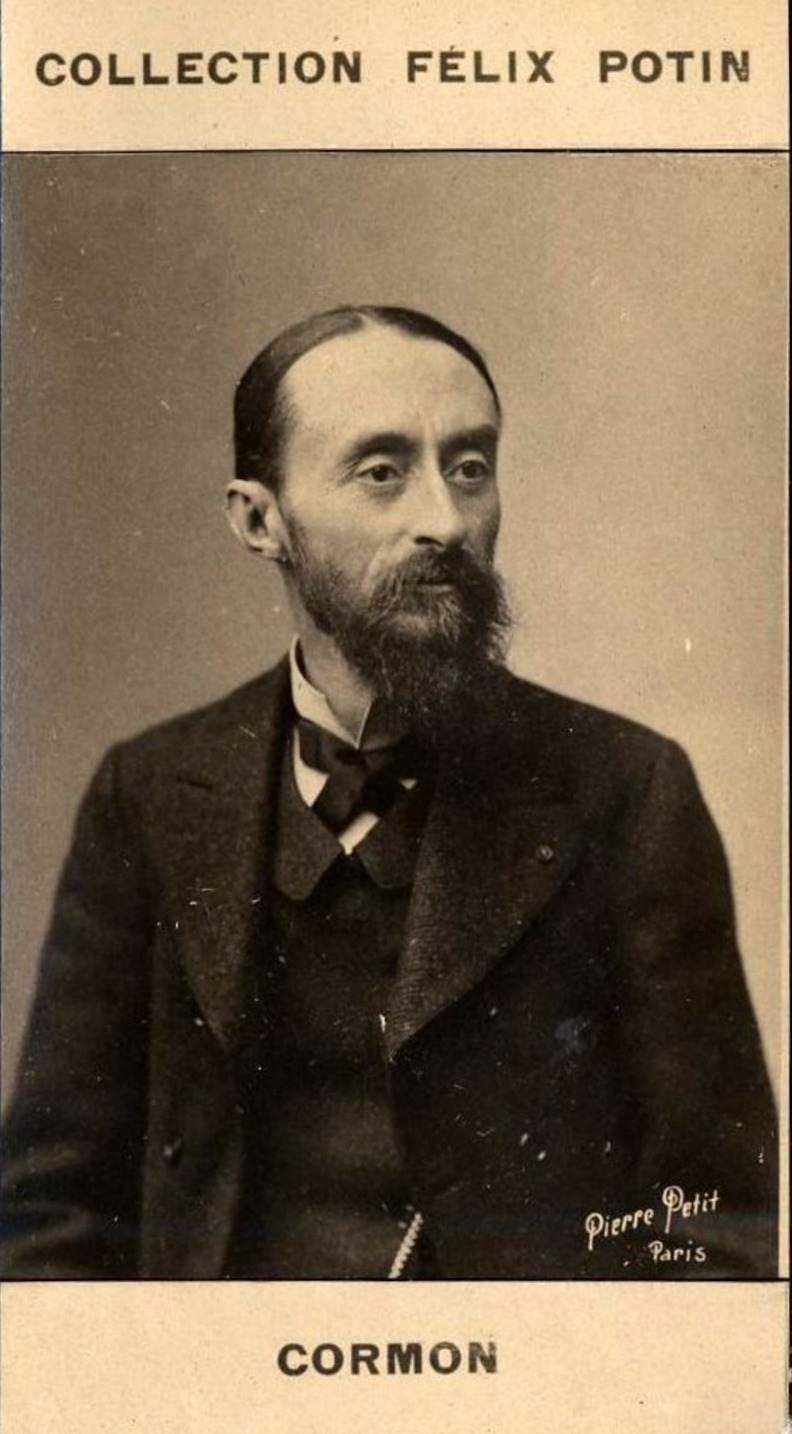
Fernand Cormon

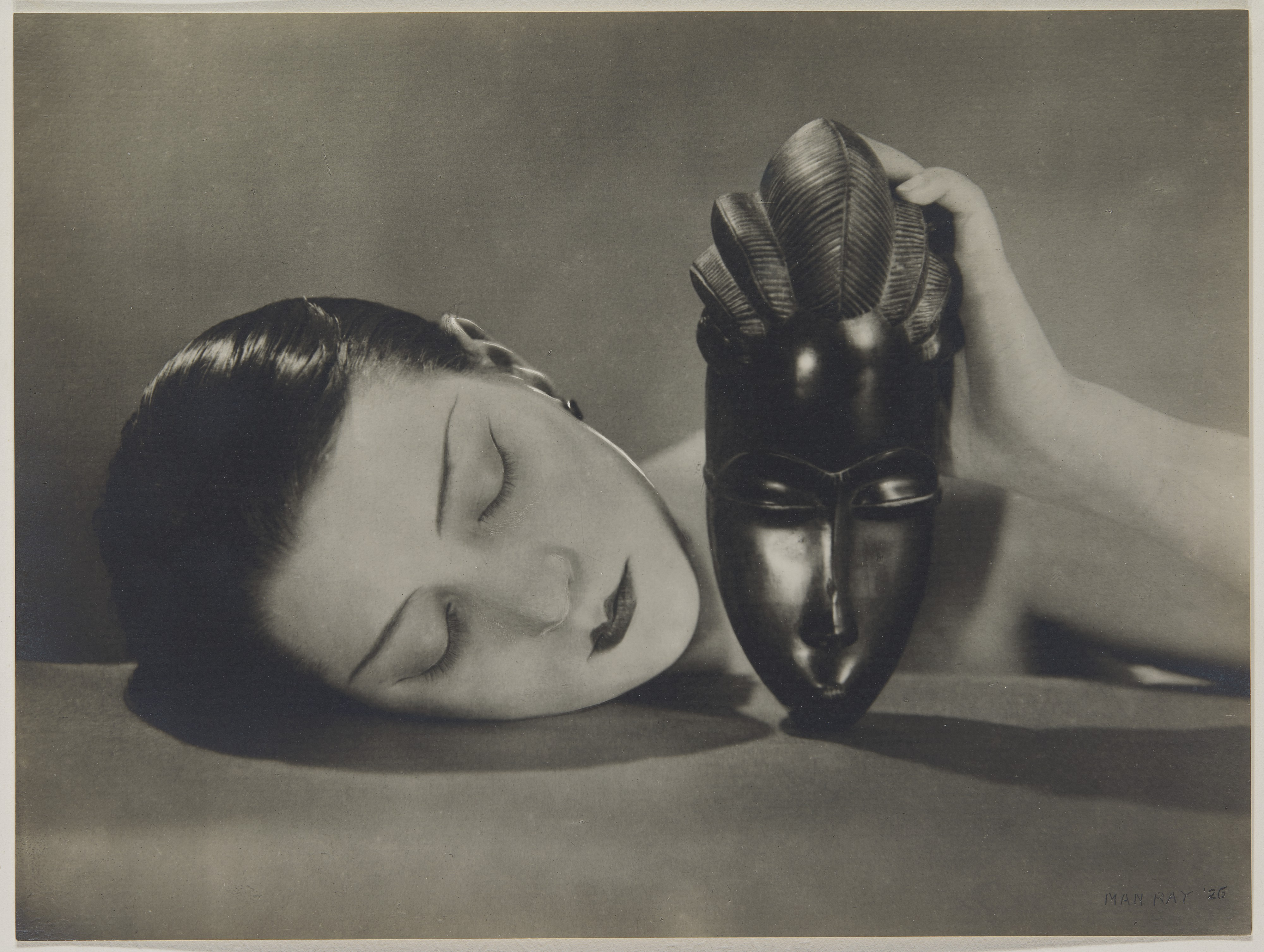
Kiki de Montparnasse (photo de Man Ray)

Fils d'un taxidermiste, il peint sa première toile à treize ans, âge où il déclare sa vocation d'artiste. La violente opposition paternelle le fera quitter le domicile familial en 1908 pour rejoindre un oncle brocanteur à Versailles, plus bienveillant. Les nécessités pécuniaires le font entrer dans un cirque comme trapéziste puis clown avant de son installation en 1910 à Paris où il s'inscrit à l'École des beaux-arts où il est élève de Fernand Cormon en même temps qu'il lit Friedrich Nietzsche, Maxime Gorki et Henrik Ibsen.
De son premier mariage en 1912 avec Jeanne Garnesson, jeune veuve de 25 ans, naît un fils prénommé Jean. Il combat de 1914 à 1916 dans les tranchées de la Première Guerre mondiale, en même temps qu'il y peint, parfois avec une simple brosse à dents et du cirage : le tableau de 1914 titré Le retour du petit poste, conservé au musée Saint-Loup de Troyes, témoigne de cette période.

### Montparnasse
Blessé à la jambe et démobilisé en 1916, il quitte son épouse Jeanne et se fait connaître à Montparnasse où il fréquente entre autres, Chaïm Soutine, Kees Van Dongen, Maurice Utrillo, Maurice Le Scouëzec et Kiki de Montparnasse et où il fonde la Compagnie des peintres et sculpteurs professionnels avant d'organiser, avec son ami Serge Romoff en 1921 au Café du Parnasse (futur cinéma UGC-Rotonde), les trois expositions Quarante-sept artistes au Café du Parnasse, puis Les Cent du Parnasse et Cent vingt artistes au Café du Parnasse qui, manifestant une intention d'indépendance vis-à-vis du monde des marchands, trouvent un large écho médiatique. « Enfin Clergé vint et le café-musée fut créé » s'enchante ainsi Gustave Kahn dans Le Mercure de France tandis que l'hebdomadaire Aux écoutes restitue : « le passant qui, par hasard, s'arrête au Café du Parnasse, est tout surpris de se voir environné de tableaux… 27 ans et l'air d'un gosse malgré la guerre, Auguste Clergé organise ces expositions. Il s'occupe aussi de créer une Académie libre où l'on fera du modèle vivant. Ses yeux semblent trahir la hâte fébrile de récupérer le travail de quatre années de guerre ».

### Avec la troupe de Georges Pitoëff: théâtre et voyages
Après la cité d'artistes du 9, rue Campagne-Première en 1918, Auguste Clergé s'installera successivement au 59, rue Notre-Dame-des-Champs en 1921, au 17, boulevard du Montparnasse en 1924, au 15bis rue du Moulin-Vert en 1928.

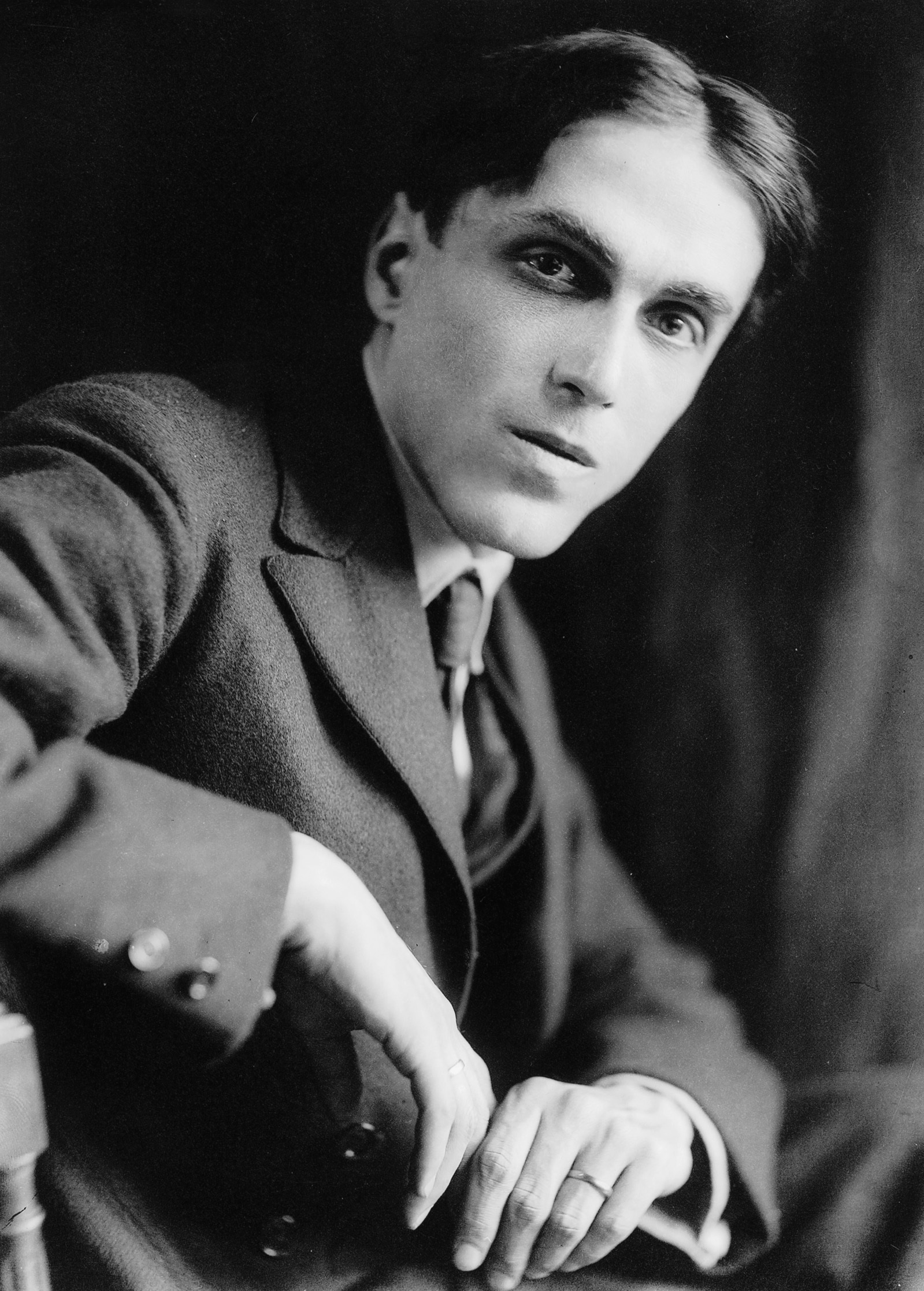
Georges Pitoëff

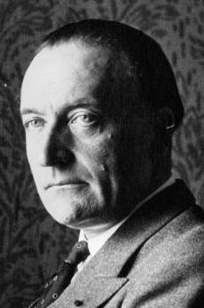
Jules Romains

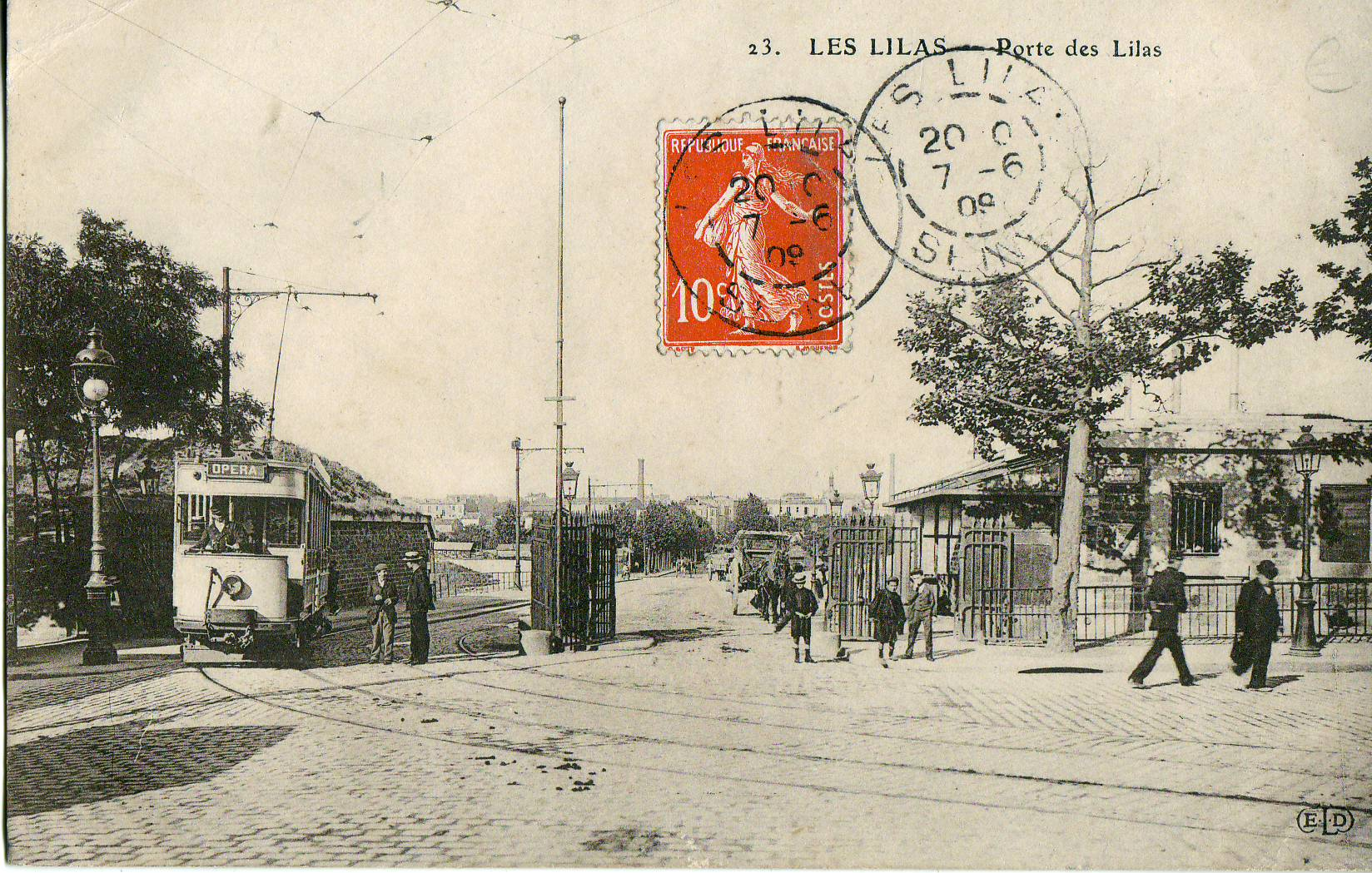
Paris, la Porte des Lilas au temps des « fortifs »

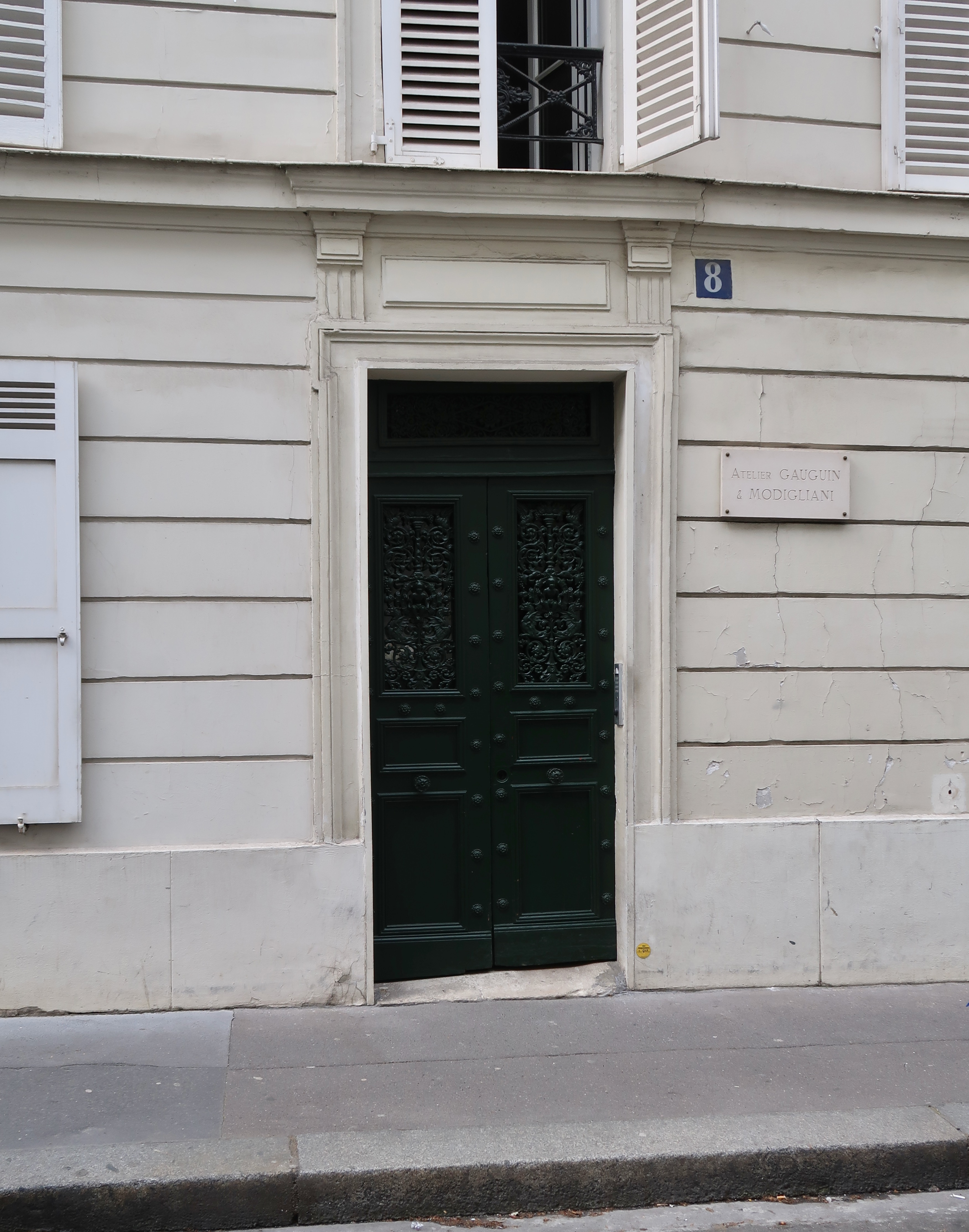
8, rue de la Grande-Chaumière, Paris

Par sa seconde épouse Alice Reichen (1895-1977), actrice genevoise de la troupe de Georges Pitoëff, il devient lui-même acteur, se lie d'amitié avec Luigi Pirandello et George Bernard Shaw et peint des décors de théâtre comme ceux de la pièce Jean Le Maufranc de Jules Romains créée en novembre 1926 au Théâtre des Arts - « neuf tableaux où voisinent un humour grinçant et un lyrisme tout à fait surprenant » - dans laquelle Alice est entourée de Georges et Ludmilla Pitoëff, Marcel Herrand et Michel Simon. Sa peinture de paysages restitue son accompagnement des tournées de la compagnie Pitoëff en Europe entre 1920 et 1932.
En 1928, à Paris, il fonde le Salon des populistes. Membre du Salon des indépendants, il expose au Salon des Tuileries les toiles Montagnes du Tyrol et Pêcheurs au repos à Marseille en 1928, les toiles Hiver 1929 à Amsterdam et Rome, San Paole et San Giovanni en 1929.

### Entre la rue de la Grande-Chaumière et les «fortifs»
Vers 1942, Auguste et Alice Clergé s'installent au 8, rue de la Grande-Chaumière - une plaque murale rappelle que Paul Gauguin et Amedeo Modigliani les y précédèrent - où Colette Chasseigneaux (1925-2017), « modèle d'une grande beauté bien connue des peintres et des sculpteurs », s'immisce dans leur vie à partir de 1948, Auguste ne tardant pas à tisser avec elle - outre qu'elle pose pour lui, elle deviendra son élève, puis artiste peintre elle-même - des liens amoureux. Au terme de deux ou trois ans où l'atelier est partagé entre les répétitions de théâtre d'Alice et Colette posant pour Auguste, la situation conflictuelle entraînera le départ d'Alice que l'on continuera de voir au théâtre jusqu'en 1971 dans des mises en scène de Sacha Pitoëff, Jean-Louis Barrault et Raymond Rouleau, ainsi que dans de nombreux seconds rôles au cinéma jusqu'à sa mort en 1977. 
En 1948, Auguste Clergé décore à fresque les salons du parfumeur Roger & Gallet. Il ne va alors pas tarder à se partager entre sa vie à Montparnasse avec Colette et un second atelier qui n'est autre qu'une fort modeste cabane située dans cette part de « la Zone » que sont les « fortifs » de la Porte des Lilas, rue de Villegranges aux Lilas, « à deux pas d'un bistrot où il retrouve ceux qu'il aime, les clochards, les gitans, les marginaux et quelques artistes. Il devient, restitue Mathyeu Le Bal, le grand peintre de cette zone angoissante, se sent bien parmi les retirés et les abandonnés ».
Il meurt le 2 septembre 1963 à l'hôpital Laennec dans le 7e arrondissement de Paris. Colette Chasseigneaux se mariera en 1966 et sa peinture énoncera dès lors de nombreux voyages, avec un attachement particulier à la Polynésie. Elle demeurera dans l'atelier du 8, rue de la Grande-Chaumière jusqu'à sa mort en 2017.

## Expositions

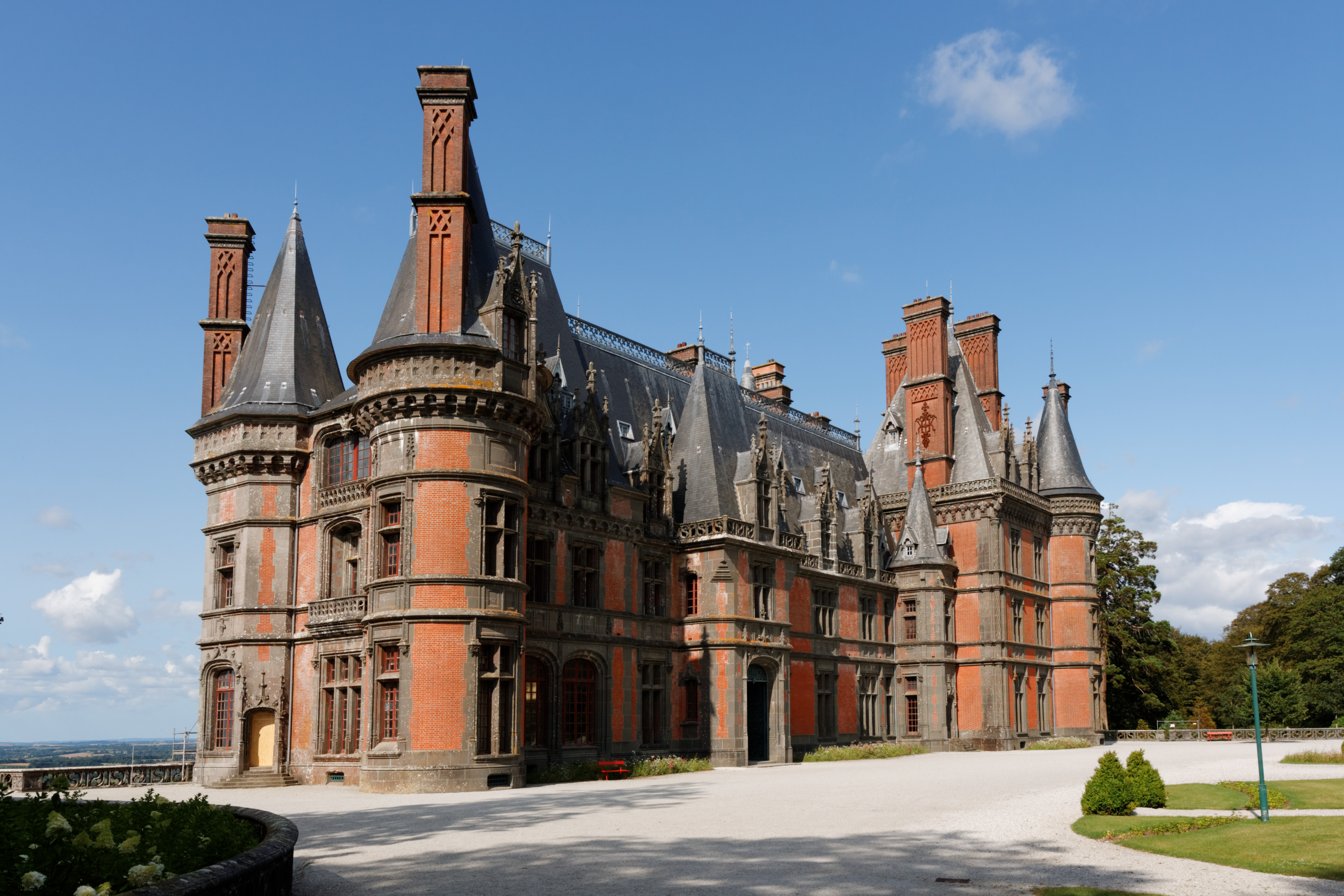
Château de Trévarez, 1991

### Expositions personnelles
- Aquarelles par Auguste Clergé, Galerie Manuel Frères, Paris, décembre 1927 - janvier 1928[13],[14].
- Galerie Paul-Cézanne, Paris, 1961.
- Auguste Clergé, centenaire de sa naissance - Rétrospective, château de Trévarez, Saint-Goazec, 1991.
- Auguste Clergé, le chevalier de la Zone, Galerie Les Montparnos, Paris, mars-juin 2016[6].
- Auguste Clergé et Colette Chasseigneaux, Galerie de Bretagne / site Armor-Lux, Quimper, juillet-août 2019[15],[16],[17].

### Expositions collectives

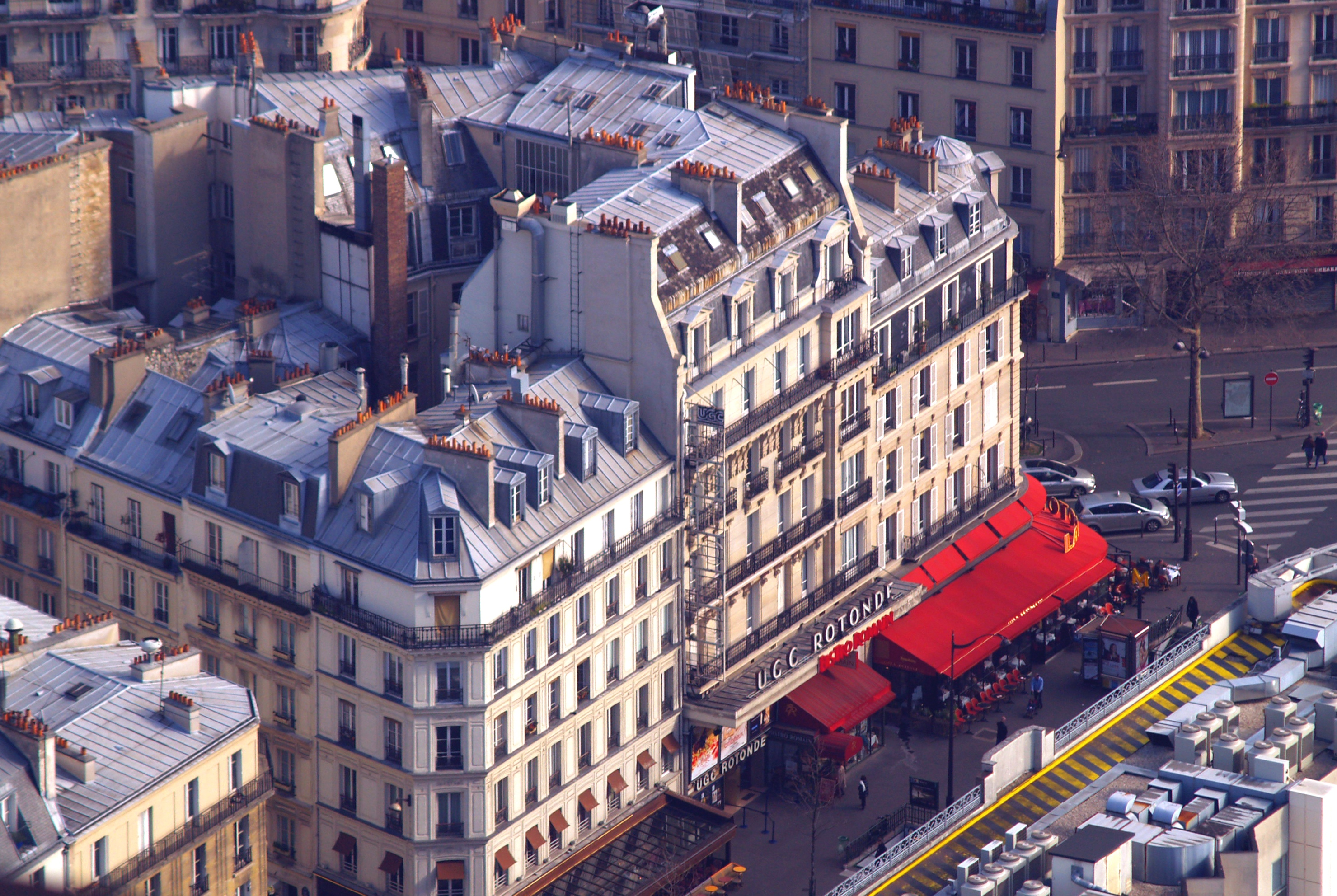
Le 103, Boulevard du Montparnasse aujourd'hui

- Galerie du Luxembourg, Paris, 1918.
- Galerie Barbazanges, Paris, 1921.
- Café du Parnasse, 103 boulevard du Montparnasse, Paris, 1921 :
  - Quarante-sept artistes exposent au café du Parnasse - Auguste Clergé, Pere Créixams, Adolphe Feder, Othon Friesz, Nathalie Gontcharova, Samuel Granowsky, Pinchus Krémègne, Michel Larionov, Maurice Le Scouëzec, Maurice Loutreuil, Maurice Mendjizky, Manuel Ortiz de Zarate, Chaïm Soutine, Maurice Utrillo, Kees Van Dongen…, café du Parnasse, 103 boulevard du Montparnasse, Paris, janvier-mai 1921[18],[4],[19].
  - Les Cent du Parnasse (se joignent aux mêmes Henri Epstein, Charles Kvapil, Celso Lagar, Mela Muter…), Café du Parnasse, juin 1921[5],[20].
  - Cent vingt artistes exposent au Café du Parnasse, décembre 1921 - janvier 1922[21].

Parmi les exposants du Café du Parnasse…
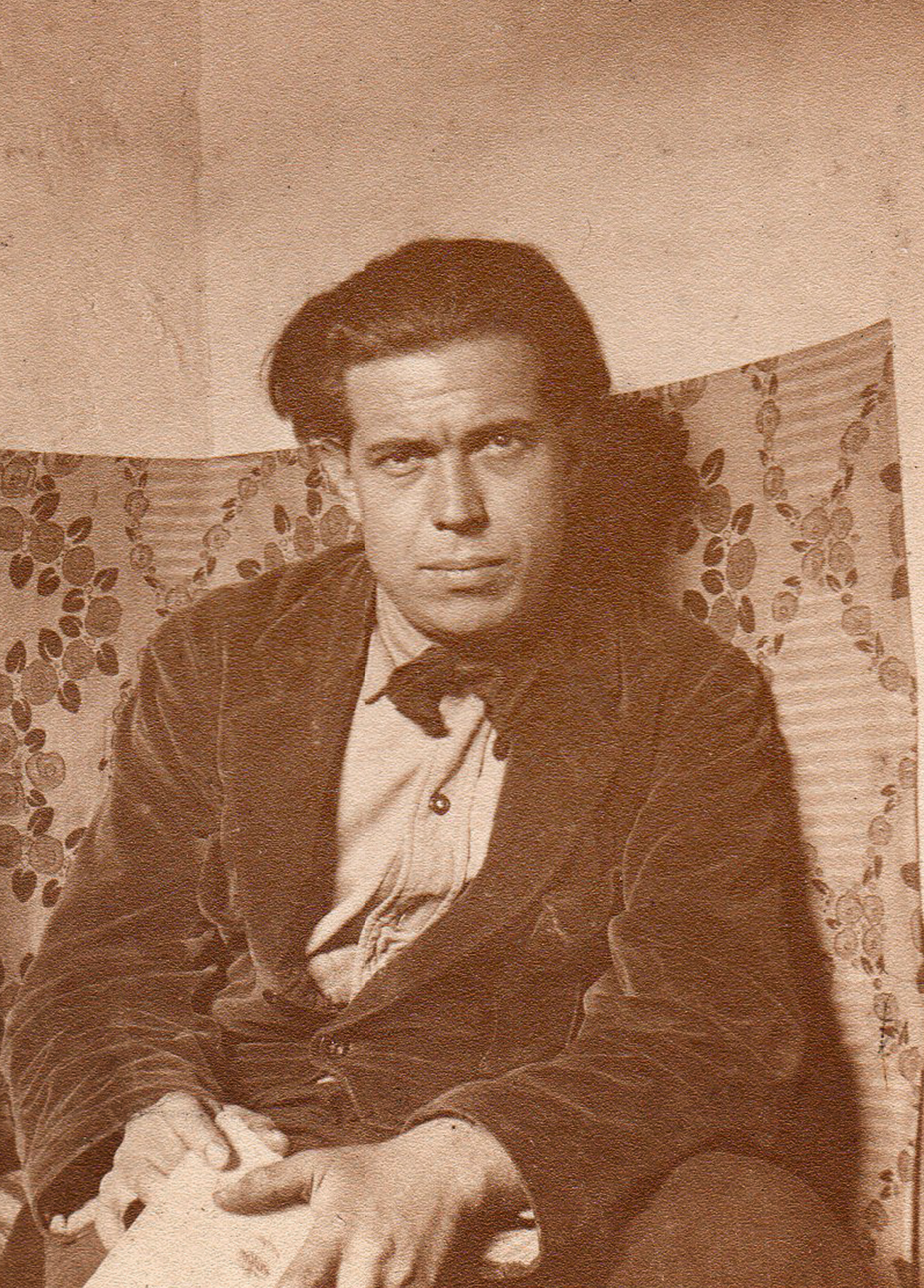
Pere Créixams
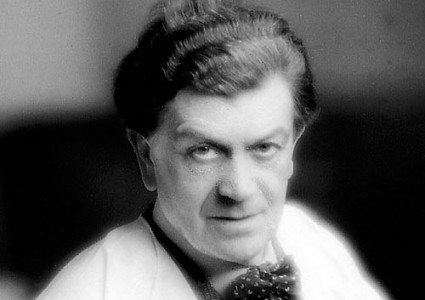
Othon Friesz
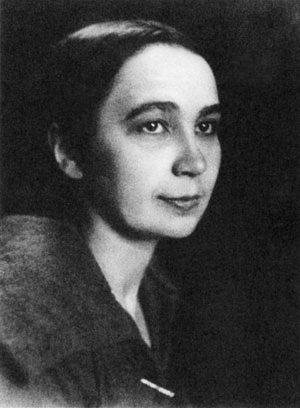
Nathalie Gontcharova
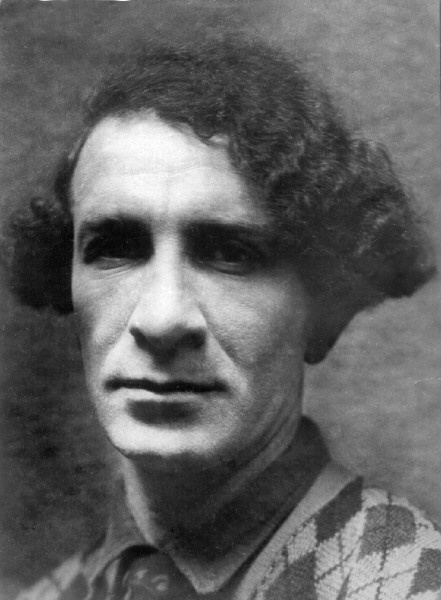
Samuel Granowsky
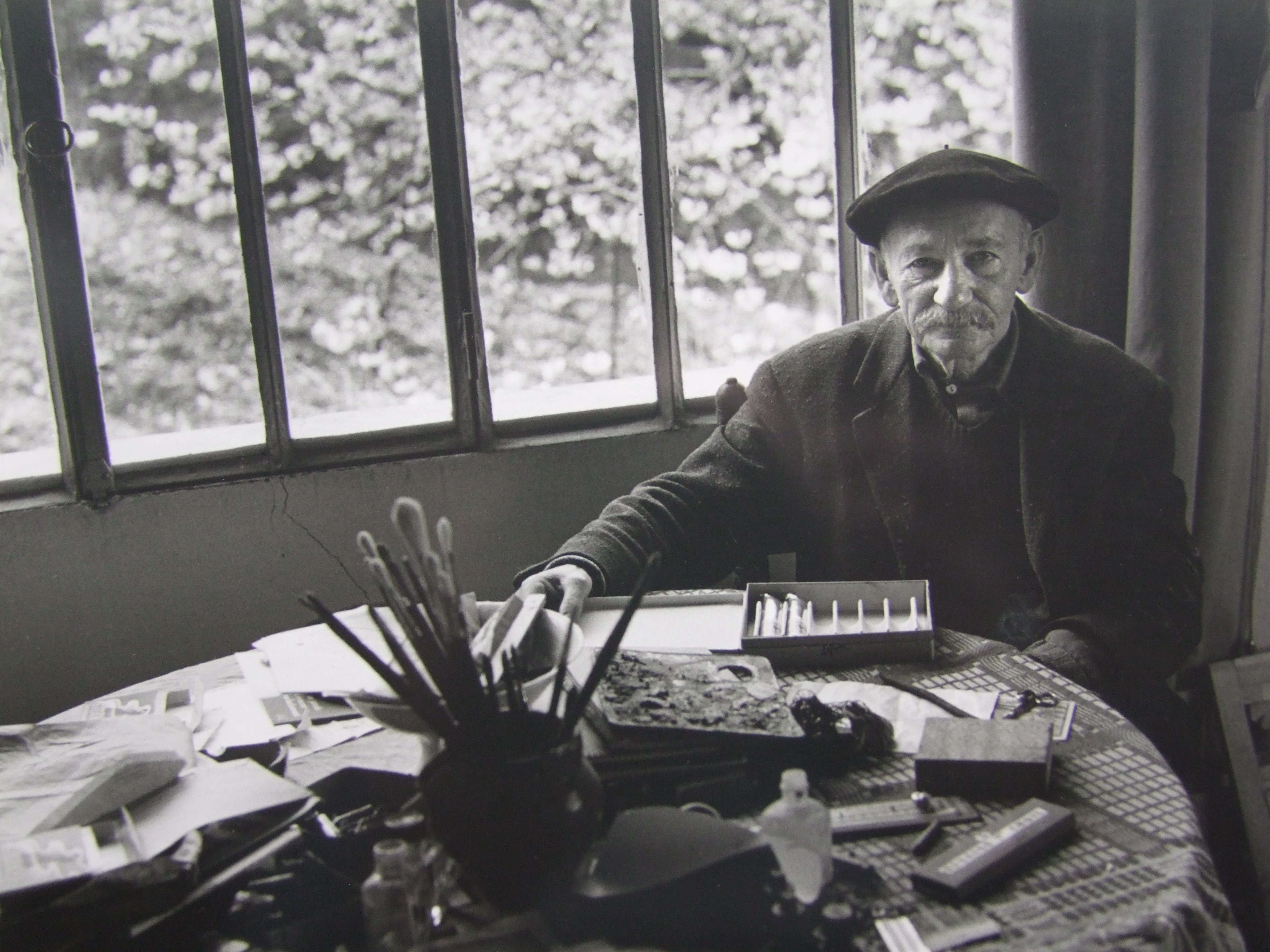
Pinchus Krémègne
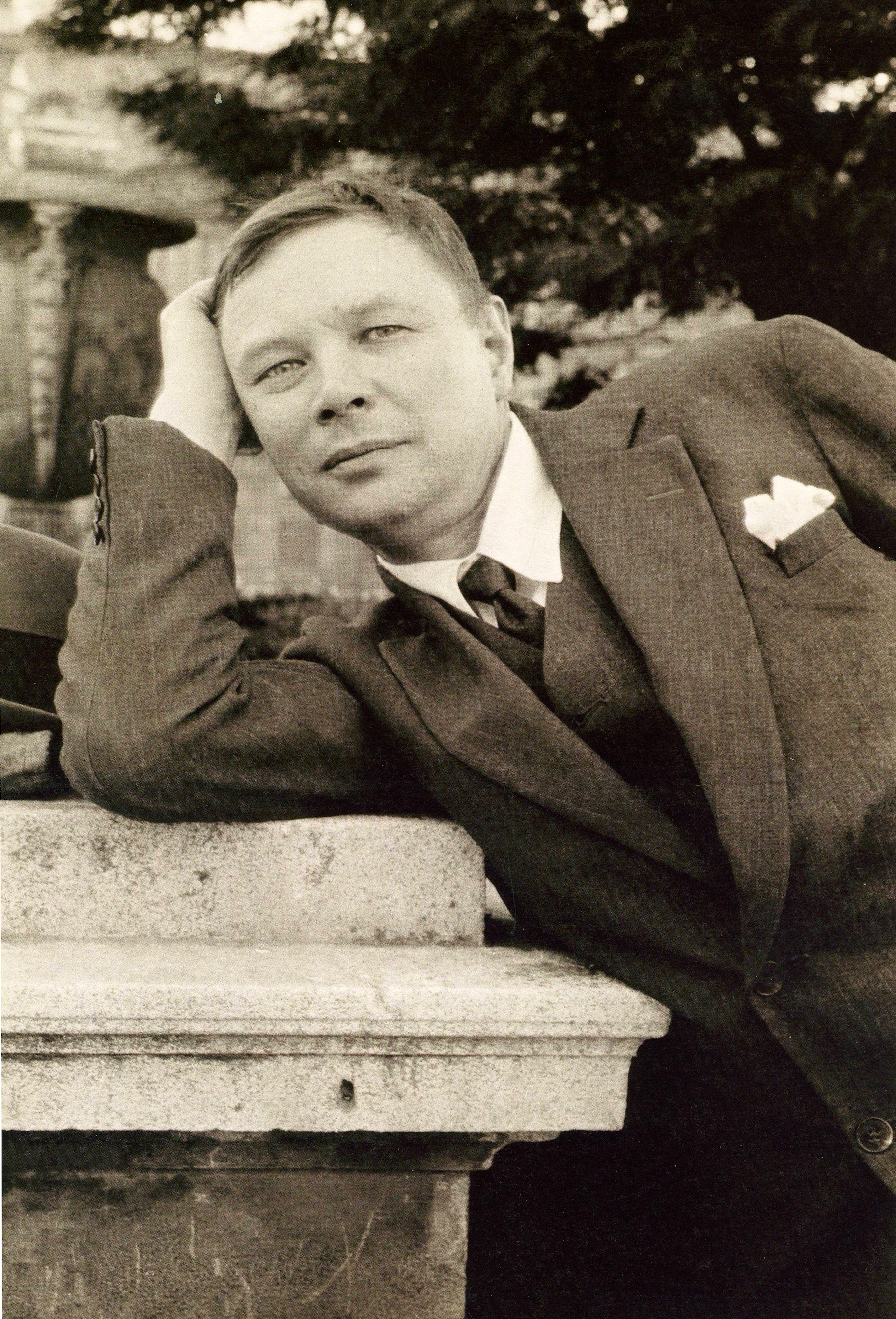
Michel Larionov
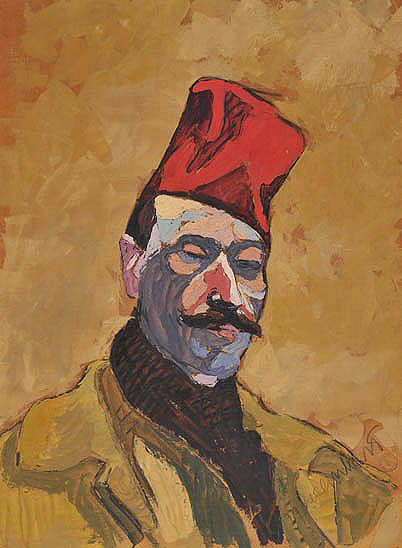
Maurice Le Scouëzec
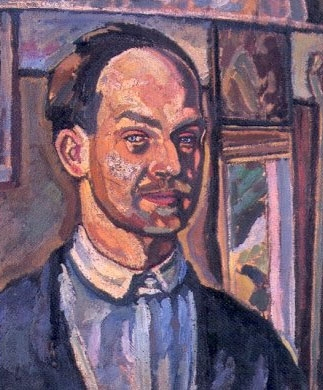
Maurice Loutreuil
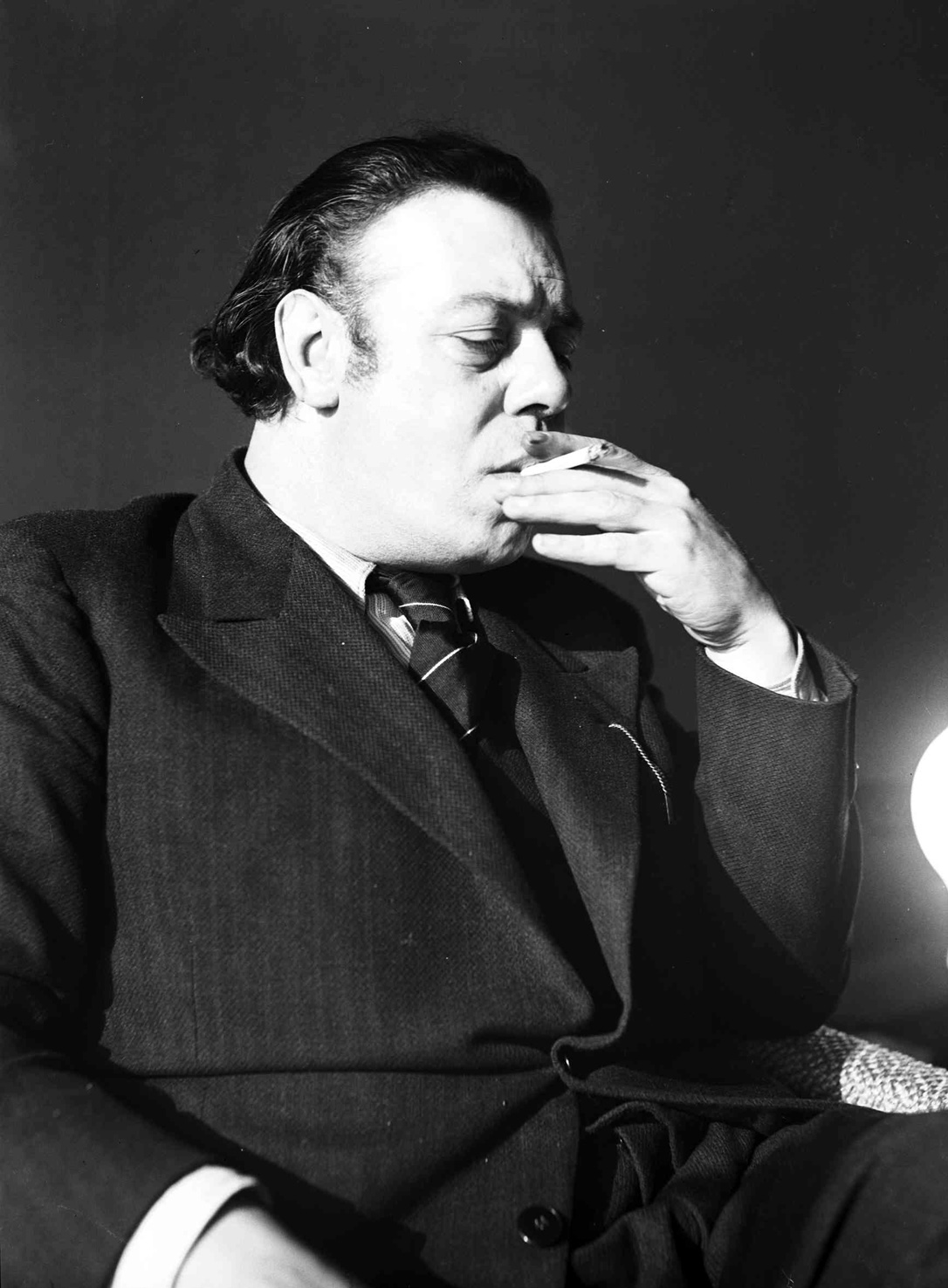
Manuel Ortiz de Zarate
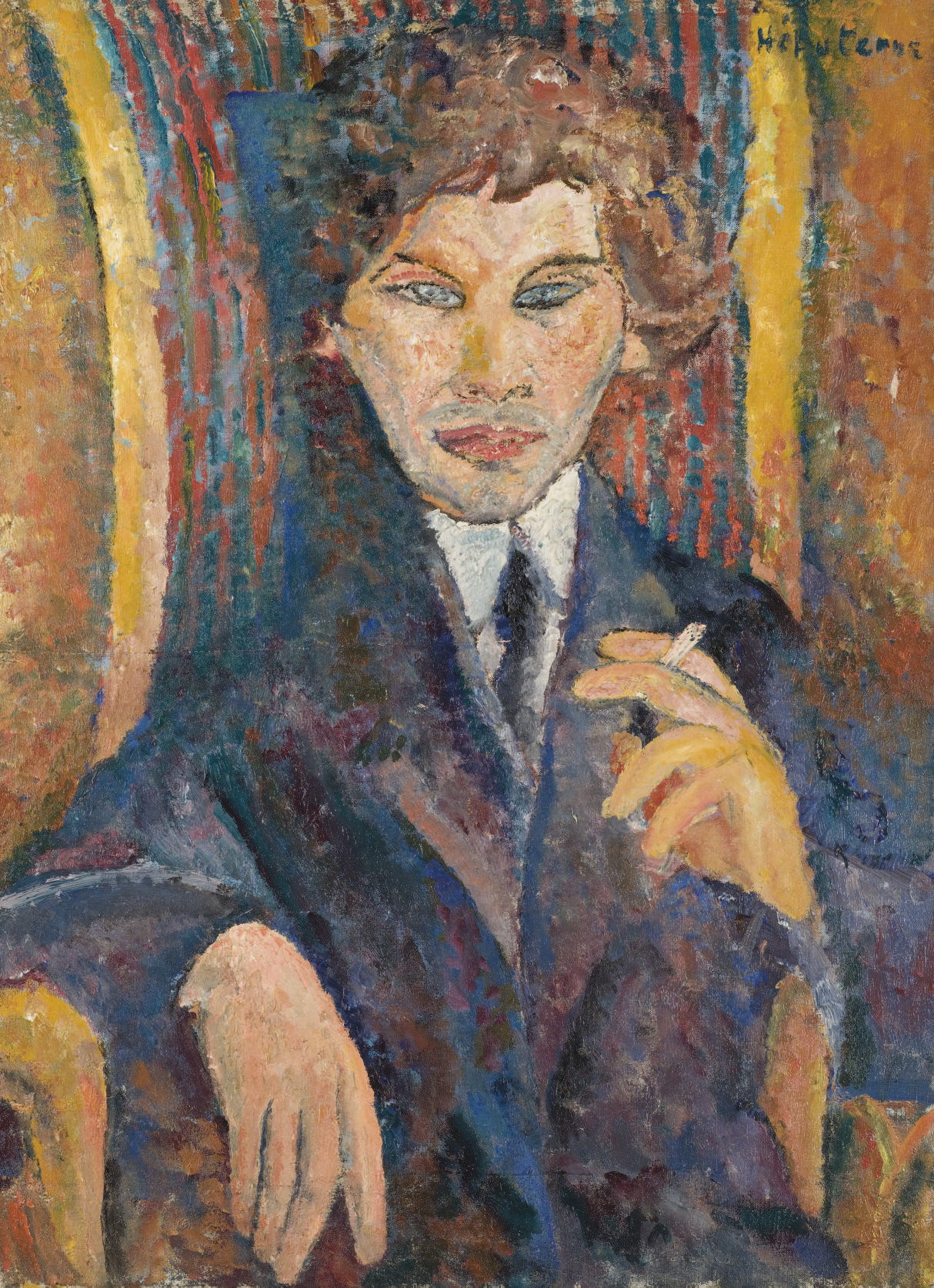
Chaïm Soutine
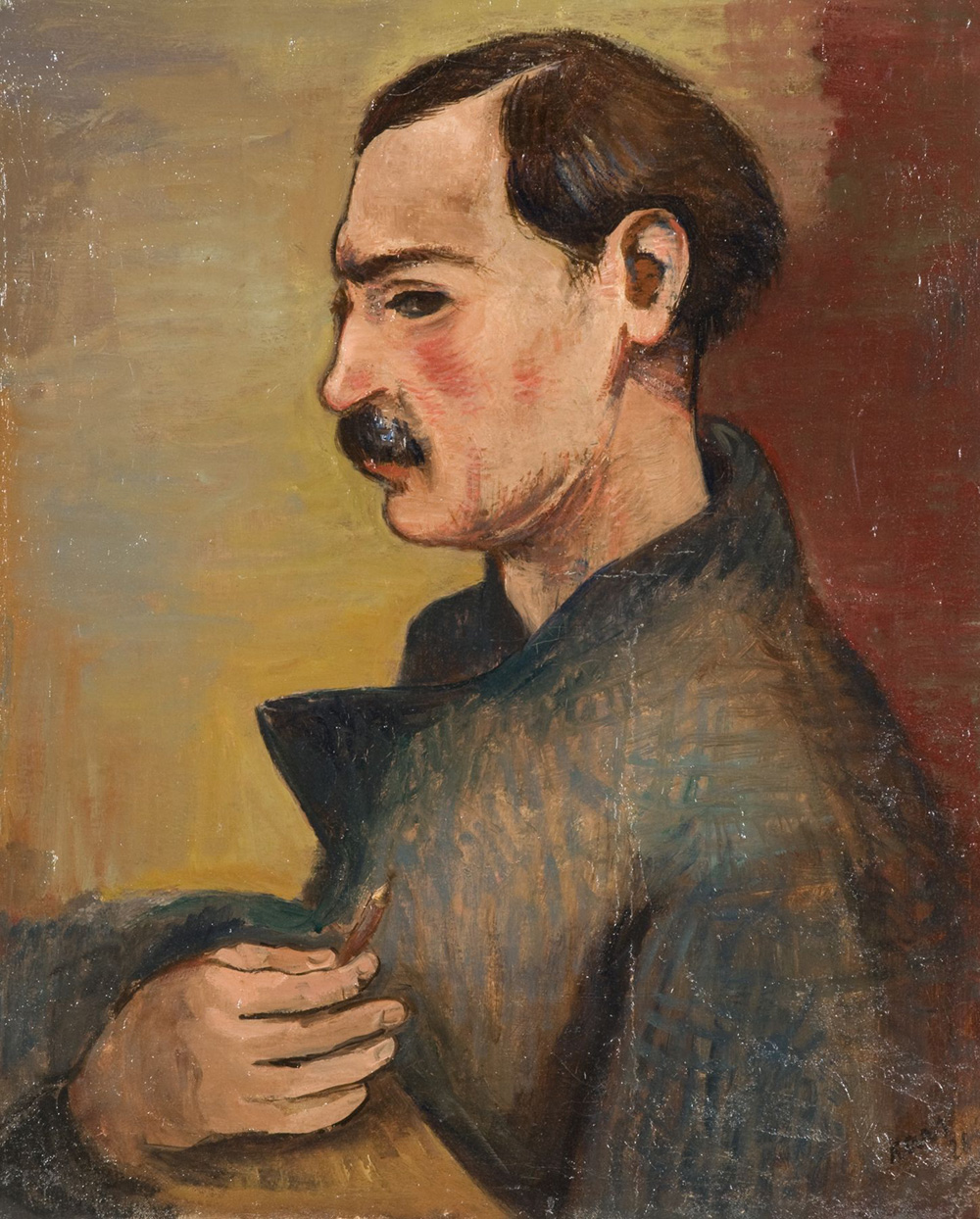
Maurice Utrillo
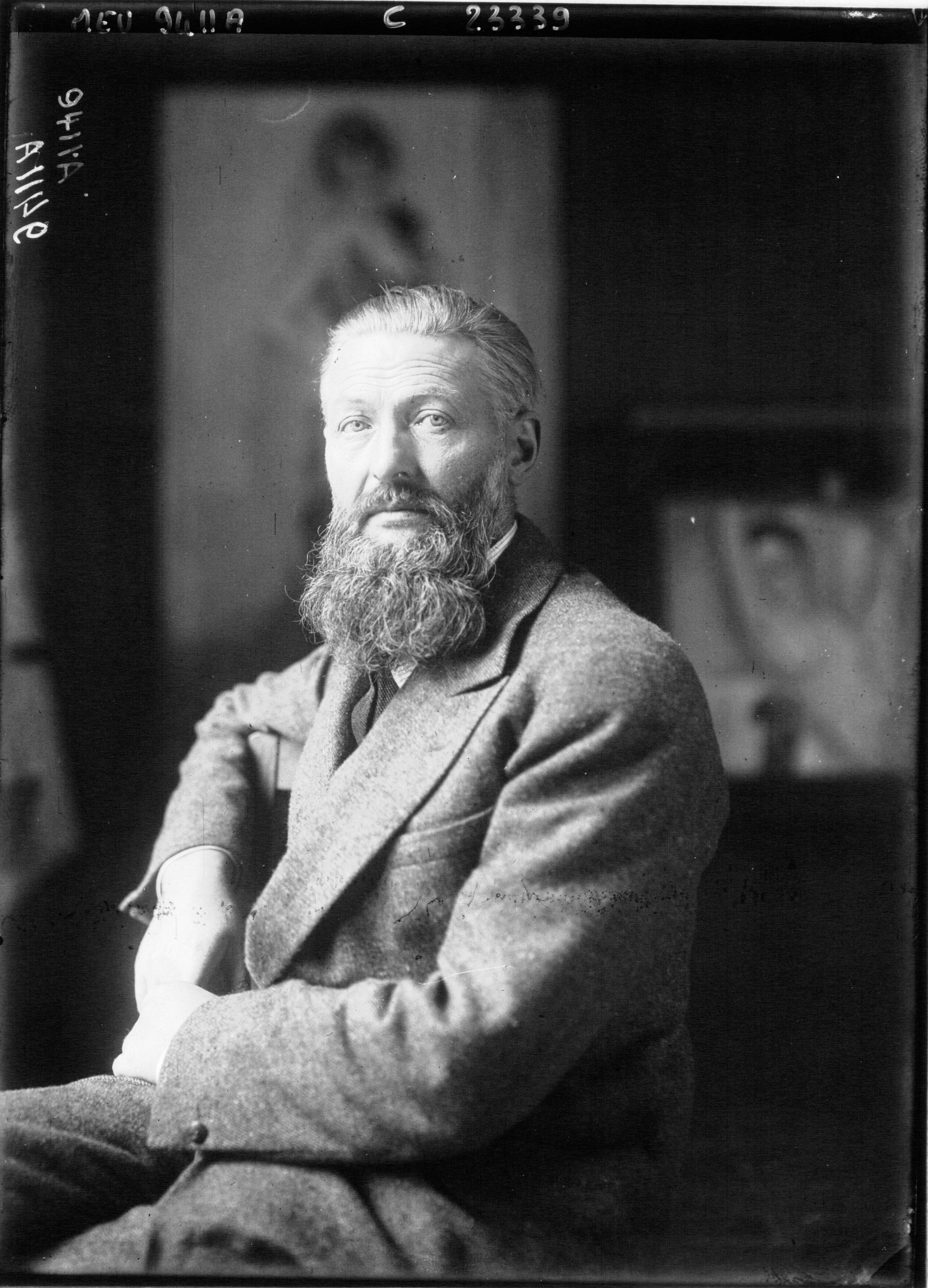
Kees Van Dongen
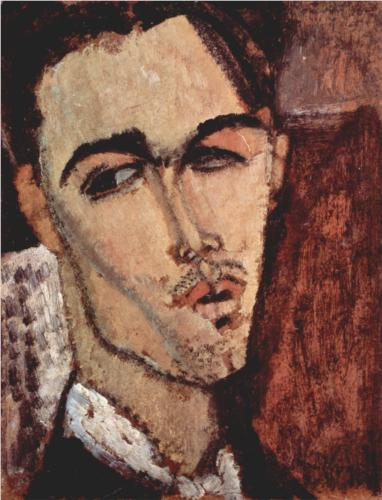
Celso Lagar
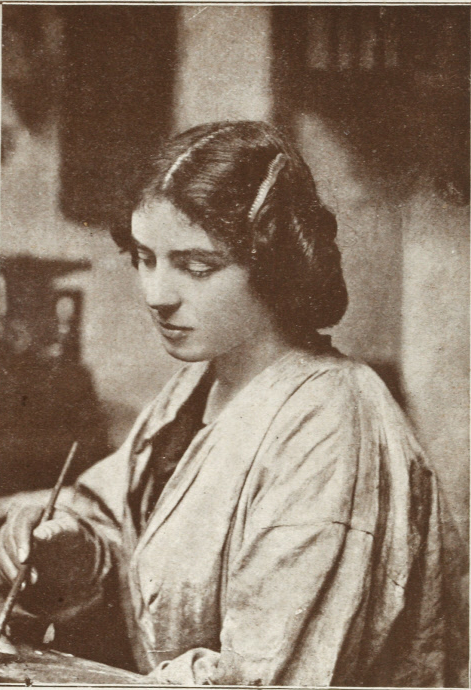
Mela Muter

- Salon des indépendants, Paris, à partir de 1922[22].
- Exposition d'art moderne national et étranger, Galerie Dalmau, Barcelone, 1929.
- Salon populiste, Galerie Barreiro, Paris, octobre 1933[23],[24],[25].
- L'art fait son cirque, musée de Bourgoin-Jallieu, mai-novembre 2018[26].
- 8, rue de la Grande-Chaumière - Les peintures du dernier atelier, Galerie Les Montparnos, Paris, mars-mai 2019[27].
- Montparnasse, les boulevards du destin, Galerie Les Montparnos, Paris, octobre-décembre 2022[28].

## Citations

### Dits d'Auguste Clergé
- « Nous nous plaçons au-dessus de toutes les frontières et qu'un camarade soit juif, russe, nègre, chinois ou français, que nous importe. L'originalité de Montpaenasse est précisément d'attirer tous les artistes du monde dans la grande communion française. Leurs camarades français, d'ailleurs, vivent dans la meilleure intelligence avec eux ; c'est peut-être le seul endroit du monde où une véritable république internationale des lettres et des arts existe. » - Auguste Clergé et Géo-Charles[29]

### Réception critique

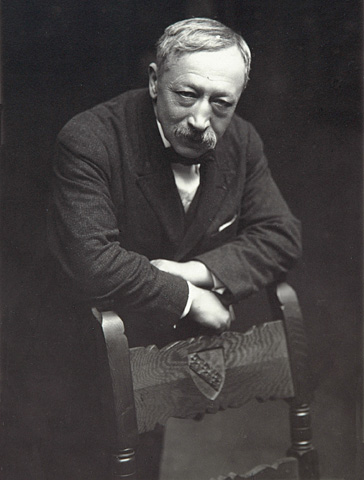
Gustave Kahn

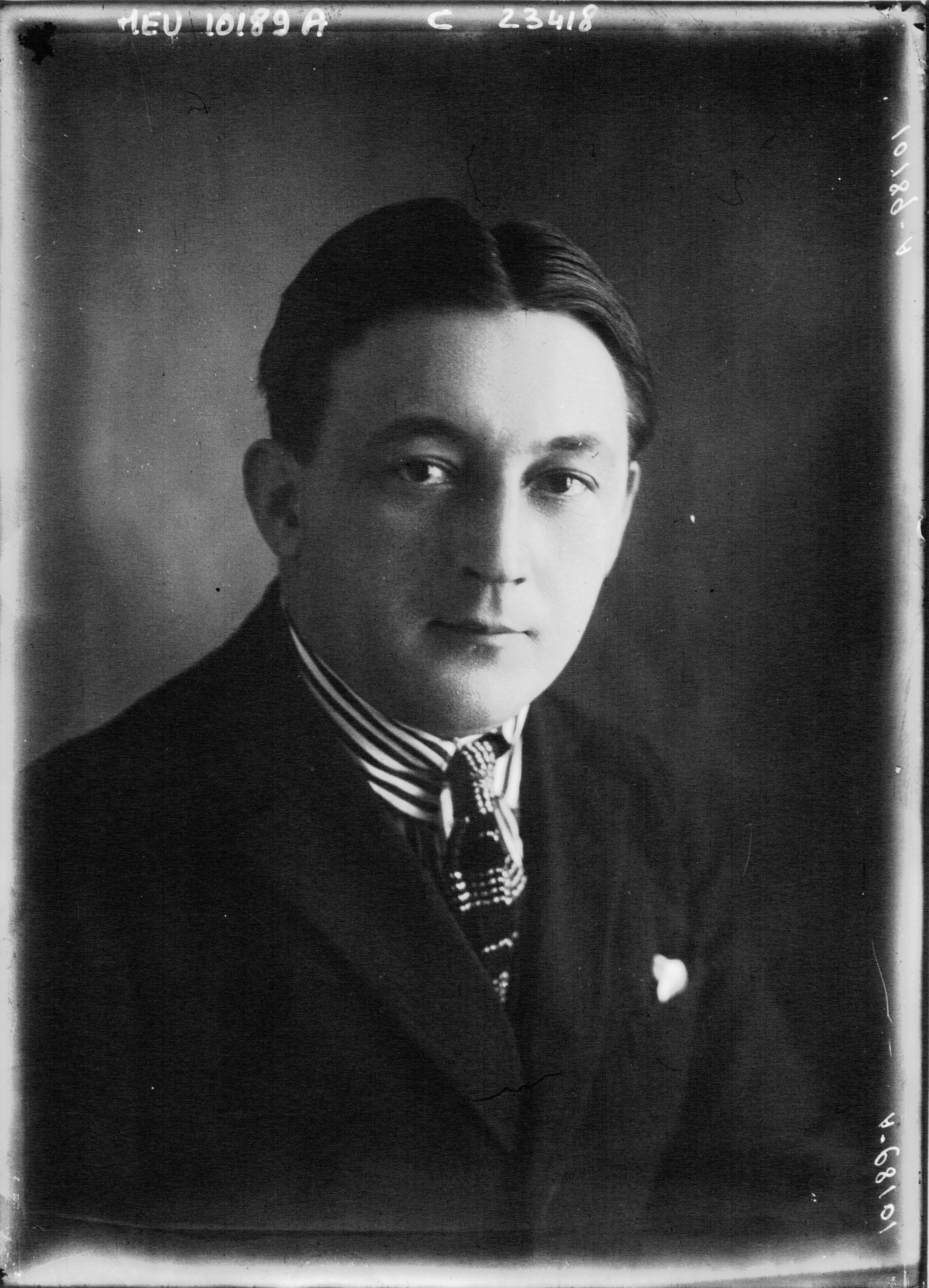
André Warnod

- « Il a voulu surtout parcourir le plus d'horizons possibles, réaliser la poésie locale et spéciale de pays divers. Il a rapporté de Provence, d'Espagne, des régions normandes comme du Pays basque, nombre de bons tableaux et de larges notations à l'aquarelle… Les pages d'Auguste Clergé sont puissantes et complètes, soit qu'il traduise la légèreté des mâtures des bateaux à voile dans les petits ports bretons, qu'il évoque le calme d'une fin de journée dans une rue vétuste de Vannes ou de Poitiers… Il sait aussi décrire avec précision la paix ornée d'un intérieur d'atelier et, dans ses natures mortes, jonche le fond vert noir des algues de poissons dont la vie s'achève en une torsion qui n'est pas encore la rigidité dernière. » - Gustave Kahn[13]
- « Clergé : nous le connaissons depuis déjà pas mal de temps, nous l'avons déjà vu travailler à corps perdu, sans se laisser tenter par des succès faciles. Il a fréquenté Montparnasse sans rien avoir de ces fanfarons qui pensent camoufler la pauvreté de leurs moyens par leur effronterie. Voilà vingt-trois ans que Clergé fait de la peinture sans jamais en avoir fait étalage. Nous avons vu  plusieurs œuvres de Clergé à la Préfecture de police, aux murs de ces bureaux transformés par Léon Zamaron en véritable musée de peinture moderne. Il y a là les plus beaux Utrillo que peut-être nous ayons jamais vus, et des Modigliani, et des Valadon, et bien d'autres. Clergé, là, au milieu, n'est pas dépaysé, il tient son rang. » - André Warnod[14]
- « Il profite de ses tournées en Suisse, à Rome, à Bucarest, à Amsterdam, pour peindre sur le vif (à l'huile ou à l'aquarelle) de petites scènes bien enlevées sur la vie populaire, des vues de ville, des paysages de neige. Les amateurs recherchent surtout la veine réaliste de ses croquis sur la banlieue parisienne, sur ce qu'on appelle "la Zone" et "les fortifs". » - Gérald Schurr[30]
- « Clergé est le maître incontestable de la peinture populiste de l'entre-deux-guerres. » - Jean-Paul Crespelle[31]
- « Il affectionnait surtout le thème des vues de l'ancienne ceinture parisienne, "la Zone", qu'il a traduit avec une verve populiste. » - Dictionnaire Bénézit[2]
- « Clergé !… Ces zones, ces bistrots, l'humanité peinte, une peinture aux accents, au caractère, aux saveurs populaires. Les Paysages de Paris, de Provence, de Bretagne et de tous ces ailleurs traversés. » - Mathyeu Le Bal[1]

## Collections publiques
- Musée d'Art et d'Histoire de Dreux, Les blés[2].
- Musée Géo-Charles, Échirolles, Les acrobates, huile sur toile[26].
- Mairie de La Salvetat-sur-Agout, Bouquet de fleurs, gouache 105x75cm, 1930 (dépôt du Centre national des arts plastiques)[32].
- Préfecture de Marseille, Le port de Marseille[2].
- Hôtel de ville de Millau, Le printemps à Cocherel[2].
- Petit Palais, Paris.
- Musée Saint-Loup, Troyes, Retour du petit poste, 1914[2].

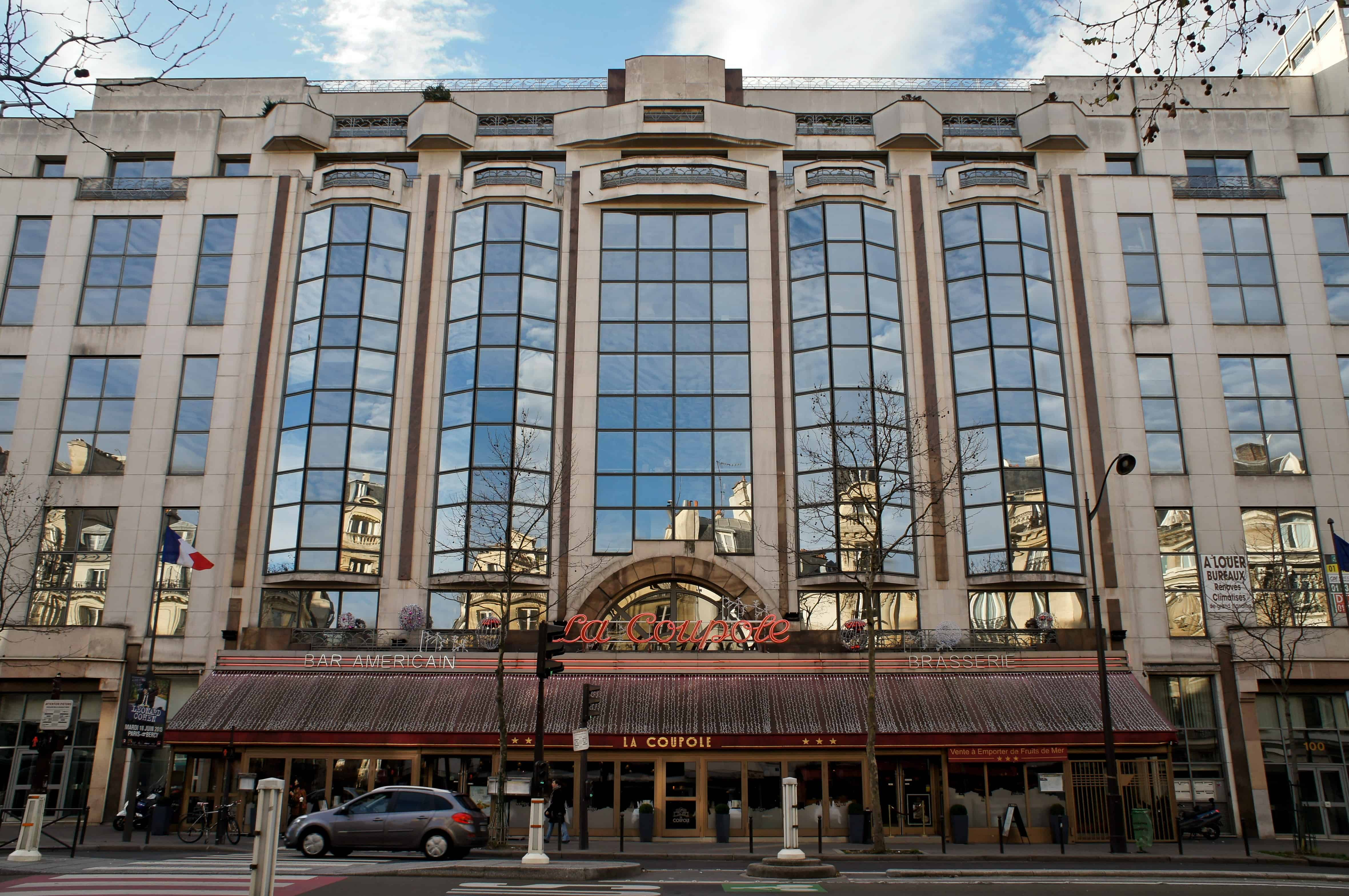
La Coupole, Paris

## Collections privées
- La Coupole, Paris, fresque sur colonne, 1927[6].
- Cabaret Le Jockey, boulevard du Montparnasse, Paris, fresque murale[1].
- Jonas Netter[33].
- Léon Zamaron[6].